# شبكة المرأة والاغذية والزراعة
شبكة المراة والأغذية والزراعة (WFAN) هي منظمة غير هادفة للربح توفر التواصل، والتعليم، وتنمية المهارات القيادية للمراة في مجالات الزراعة المستدامة وتنمية النظم الغذائية. تركز البرامج بصورة رئيسية على الغرب الأوسط، مثل برنامج «المراة الراعيات للأرض» الذي تم تنفيذه في ولاية ليوا.

## المؤسسون
أراد المؤسسان دينيس اوبريان وكاثى لورانس معالجة غياب صوت المراة في السياسات الغذائية والزراعية.

## المنظمة
بدات شبكة المراة والاغذية والزراعة  كمنظمة في عام 1997. وقد جاء انشاؤها نتيجة المشكلات الريفية، والزراعية، والبيئية المنهجية والعلاقات بين الجنسين في هذه المجالات.

## النمو
منذ ذلك الحين، تحولت شبكة المراة والاغذية والزراعة  إلى مجتمع يضم أكثر من 1200 من النساء والرجال في جميع انحاء العالم والذين يتبادلون المعلومات ويدعمون عمل بعضهم البعض من خلال قوائم توزيع البريد الإلكتروني listserv، والرسائل الإخبارية، والتجمعات الدورية. وهي تعمل مع النساء من مالكات الأراضى الزراعية، والمزارعات المبتدئات، والمتحولات، والراسخات يهدف إنشاء الشبكات وتقديم المعلومات والدعم.

## وصلات خارجية
- الموقع الرسمي